# Clubiona luapalana
Clubiona luapalana là một loài nhện trong họ Clubionidae.
Loài này thuộc chi Clubiona. Clubiona luapalana được miêu tả năm 1935 bởi Giltay.